# Barry Goldwater Jr.
 Barry Goldwater Jr., właśc. Barry Morris Goldwater Jr. (ur. 15 lipca 1938 w Scottsdale) – amerykański polityk, członek Partii Republikańskiej.

## Działalność polityczna
Jest synem polityka Barry’ego Goldwatera. W okresie od 29 kwietnia 1969 do 3 stycznia 1975 przez trzy kadencje był przedstawicielem 27. okręgu, a od 3 stycznia 1975 do 3 stycznia 1983 przez cztery kadencje przedstawicielem 20. okręgu wyborczego w stanie Kalifornia w Izbie Reprezentantów Stanów Zjednoczonych.